# Eugene H. Trinh
Eugene Huu-Chau Trinh dit Gene Trinh est un astronaute américain né le 14 septembre 1950 à Saïgon, au Viêt Nam.

## Biographie
Né en Indochine française, il est élevé à Paris dès l'âge de deux ans. Il passe son baccalauréat en sortant du lycée Michelet.
En 1968, il part aux États-Unis poursuivre ses études à l'université Columbia de New York dont il sort titulaire d'une licence en physique appliquée et ingénierie mécanique. Il intègre ensuite l'université Yale où il restera jusqu'à l'obtention d'un doctorat en sciences physiques appliquées en 1977.
Il se spécialise dans la mécanique des fluides et travaille au quartier général de la NASA à partir de 1999.

## Vols réalisés
Il réalise un unique vol le 25 juin 1992, à bord de Columbia (STS-50), en tant que spécialiste de charge utile.